# Chaos UK
Chaos UK — британская анархо-панк-группа, образованная в 1979 году в Портисхеде, Бристоль, Англия, которую (наряду с Disorder и Discharge) относят к числу пионеров хардкор-панка. Журнал Record Collector называет группу «знаменосцем британского фланга хардкор-движения», остававшемся «25 лет в строю», ресурс Allmusic — «панк-рок-героями».

## История группы
Первый состав группы — Саймон (вокал), Энди (гитара), Кейос (англ. Kaos, известный также как Lice, — бас-гитара, вокал) и Поттс (ударные) — записал два EP и один полноформатный альбом для Riot City Record. Дебютный Chaos UK (1983), поднявшийся до #16 в UK Indie Chart, тут же обратил на себя внимание прессы. Журнал Punk Lives представил пластинку как «самую быструю и шумную во всём космосе». Обозреватель журнала Maximum Rock’n’Roll назвал музыку дебютного альбома «дикими, сумасшедшими, неконтролируемыми маниакальными конвульсиями злобного фидбэка и хаотичных гармоний», поставив группу «в один ряд с их приятелями, Disorder».
В 1982—1984 годах в UK Indie Chart входили также два мини-альбома и сингл группы: Burning Britain EP (#8, 1982), «Loud Political & Uncompromising» (#27, 1982) и The Singles EP (#31, 1984).
К 1984 году состав Chaos UK почти полностью обновился: из квартета основателей коллектива в нём остался лишь Кейос; с ним выступали теперь Моуэр (англ. Mower, вокал), Габба (англ. Gabba, гитара, экс-The Seats Of Piss) и Чак (англ. Chuck, ударные). Перейдя с Riot City на Children Of the Revolution Records, группа выпустила мини-альбом Short Sharp Shock (известный также как «Lawless Britain»). С релизом был связан курьёзный конфликт с Мишель Шокд, которая примерно в то же время выпустила альбом точно того же названия и с похожим оформлением обложки, что привело участников группы в ярость.
Этот же состав записал Radioactive Earslaughter, вышедший как сплит с Extreme Noise Terror, после чего, без очевидных причин, взял паузу и вернулся лишь в 1989 году со вторым полноформатным альбомом Chipping Sodbury Bonfire Tapes (Slap Up Records), в заголовке которого поддел Мишель Шокд, чей недавний альбом назывался The Texas Campfire Tapes.
Всё это время группа оставалась в числе ключевых фигур британской хардкор-сцены и активно гастролировала, создав себе, в частности, культовую репутацию в Японии, где начиная с 1985 года появлялись ежегодно и выпустили несколько альбомов и синглов, в частности Live In Japan, записанный в 1991, а вышедший три года спустя. К этому времени Моуэра заменил Беки (англ. Beki), позже за ударные сел Девилмен (англ. Devilman), а Вик (англ. Vic, экс-Reagan Youth) стал вторым гитаристом. Этот состав записал 100 % Two Fingers In The Air Punk Rock EP (1993) и Making Half a Killing (заголовок — игра слов по поводу другого сплита с участием Extreme Noise Terror).
С новыми барабанщиком Филом Таддом (Phil Thudd) и бас-гитаристом Джеем (J.) группа записала King for a Day (1996), Morning After the Night Before (1996) и Heard It, Seen It, Done It (1997). Участники группы принимали участие и в сторонних проектах, в частности, A.D. Rice и The Wuzzuks, но оставались вместе, выпустив Total Chaos (1999) и Chaos in Japan (2001).

## Дискография

### Студийные альбомы
- Chaos UK LP (Riot City, 1983) #16 UK Indie Charts[1]
- Chipping Sodbury Bonfire Tapes LP (Slap Up/Weasel, 1989)
- Enough to Make You Sick LP (Vinyl Japan, 1991)
- Live in Japan LP/CD (Cargo, 1991)
- Total Chaos LP/CD (Anagram, 1991)
- Floggin' the Corpse CD (Anagram, 1996)
- Morning After the Night Before CD(Cleopatra, 1997)
- Heard it, Seen it, Done it LP/CD (Discipline, 1999)

## EPs
- Burning Britain E.P. 7" (Riot City. Riot 6, 1982) #8
- Short Sharp Shock 12" (COR/Weasel, 1984)
- Just Mere Slaves 12" (Selfish, 1986)
- 100 % Two Fingers in the Air Punk Rock 12"/CD (Slap Up, 1993)
- Kanpai 12"/CD (Discipline, 2000)

### Синглы
- Loud Political & Uncompromising 7" (Riot City. Riot 12, 1982) #27
- Headfuck 7" (Desperate Attempt, 1989)
- Head on a Pole 7" (Desperate Attempt, 1991)
- Secret Men 7" (Slap Up, 1993)
- King for A Day 7" (Discipline, 1996)

### Сплиты
- Chaos UK/Extreme Noise Terror (Manic Ears, 1986)
- Chaos UK/Raw Noise (Vinyl Japan, 1991)
- Death Side/Chaos UK LP/CD (Selfish, 1993)
- Chaos UK/Assfort 12" (Discipline, 2000)
- Chaos UK/FUK CD (HG Fact, 2007)

### Участие в компиляциях
- Punk and Disorderly LP (Abstract/Posh Boy, 1982) «4 Minute Warning»
- Riotous Assembly LP (Riot City Records, 1982) «Senseless Conflict»
- UK/DK LP (Cherry Red, 1983), «No Security»
- Digging in Water LP (COR,1986) «Kill your Baby»
- Punks Not Dread LP (Sink Below, 1991), «For Adolfs Only», «Bone Idol», «Brain Bomb»